# Songs from the Superunknown
Songs from the Superunknown – czwarty (nie licząc SOMMS - EP wydanej w limitowanej edycji albumu Badmotorfinger) minialbum amerykańskiej grupy grungeowej Soundgarden. Wydany został 21 października 1995 roku. Producentami albumu byli: Michael Beinhorn i Brendan O’Brien. Tego samego dnia, wydany został CD-ROM Alive in the Superunknown.

## Lista utworów
1. „Superunknown” – 5:06
2. „Fell on Black Days” – 5:26
3. „She Likes Surprises” – 3:17
4. „Like Suicide” (Acoustic version) – 6:11
5. „Jerry Garcia's Finger” – 4:00

## Twórcy
Soundgarden
- Chris Cornell – wokal, gitara
- Kim Thayil – gitara
- Ben Shepherd – bas
- Matt Cameron – perkusja

Produkcja
- Michael Beinhorn, Brendan O’Brien, Soundgarden